# Galea monasteriensis
Galea monasteriensis és una espècie de mamífer rosegador de la família dels càvids endèmica de Bolívia. Aquesta espècie fou descoberta a la Universitat de Münster, que importà conills porquins de Bolívia l'any 1997 per complementar la seva colònia de laboratori de G. musteloides. Es revelà que els animals no es podien encreuar amb els exemplars ja presents de G. musteloides i el 2004 fou descrita com a nova espècie. El nom de l'espècie, Galea monasteriensis, ve del nom llatí de Münster, Monasteria.
G. monasteriensis té un pèl fosc. Els anells del voltant dels ulls no són gaire remarcables. El cap és bastant estret i el ventre és blanc. La llargada corporal va des de 202 fins a 251 mm, la llargada de les potes posteriors des de 35 fins a 39 mm, la llargada del cap des de 49 fins a 59 mm i l'amplada del cap des de 28 fins a 31 mm. El pes d'exemplars adults és des de 254 fins a 423 g i al naixement des de 21,2 fins a 50,5 g.